# トマス・B・ジェフリー・カンパニー
トマス・B・ジェフリー・カンパニー(Thomas B. Jeffery Company)はアメリカ合衆国の自動車メーカー。ウィスコンシン州ケノーシャで1902年から1916年まで活動しRambler（ランブラー）およびJeffery（ジェフリー）ブランドの自動車を製造した。ゴーマリー&ジェフリーマニュファクチャリングカンパニー（Gormully & Jeffery Manufacturing Company:略称G&J）自転車会社がその前身企業。ナッシュモーターズが後継企業。そして、アメリカンモーターズ、クライスラーにつながる会社である。

## トマス・B・ジェフリー

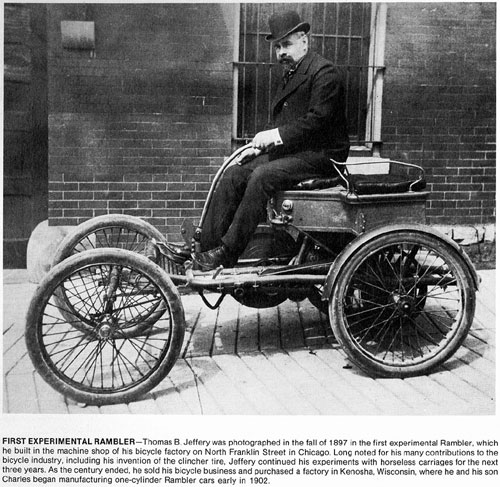
Thomas B. Jeffery and his 1897 Rambler prototype

トマス・B・ジェフリー(Thomas B. Jeffery)は発明家であり実業家でもあった。19世紀末、アメリカで自動車に興味をもった自動車黎明期の企業家のひとりであった。1897年には試作車を製造した。トマス・B・ジェフリーは自動車を真剣に考え、G&J持分をAmerican Bicycle Companyに売却し新会社設立費用を捻出した。

## 事業
トマスの息子であるチャールズ・T・ジェフリーが1901年にA型およびB型の試作車2台を製作した。革新的な技術を2つ採用していた。ステアリングホイールとフロントマウントエンジンだった。その時点でチャールズは1902年の生産を予定していたが、この野望は父の説得により、最終的に「ティラー」と「座席下のエンジン」に落ち着いた。
1902年から1908年まで、ジェフリー車の自動車はより大型により信頼性ある車両となった。ジェフリーの車両はアセンブリーラインで組立された。アセンブリーラインでの生産はランサム・E・オールズに次いで2番目だった。1903年、ジェフリーはランブラー車1350台を販売した。1905年にジェフリーは2倍を販売。チャーリーが1904年以前にステアリングホイールにしていたことも理由のひとつだった。1907年、ジェフリーはさまざまなボディすたいる、ボディサイズで幅広い車両を製作した。5人乗りUS$2,500のランブラー車は車両重量2,600ポンド(1179 kg) で40 hp (30 kW) エンジンを搭載していた。
1910年4月、トマス・B・ジェフリーが旅先のイタリアのポンペイでなくなった。同年6月にトマス・B・ジェフリー・カンパニーとして会社を創設した。チャーリー・T・ジェフリーが社長 (president)兼総支配人 (general manager)、H・W・ジェフリーが副社長 (vice president)兼会計役 (treasurer)となった。
1915年、チャーリー・T・ジェフリーは創業者の父トマス・B・ジェフリーを称え車名をランブラー (Rambler) からジェフリー (Jeffery) に変更した。
1916年、G.H.エディ (G. H. Eddy) が会計役 (treasurer) となり、H.W.ジェフリー (H. W. Jeffery) は副社長 (vice president) に専任。G.W.グレイナー (G. W. Greiner) が書記役 (secretary)、L.H.ビル (L. H. Bill) が総支配人 (general manager)、J.W.デコウ (J. W. DeCou) が工場長 (factory manager)、アル・レッケ (Al Recke) が販売部長 (sales manager)。
チャールズ・T・ジェフリーは1915年のルシタニア号沈没で救助されたことで残りの人生を楽しむことに考え方を変えた。1916年8月にチャールズ・ナッシュに会社を売却した。

## 工場

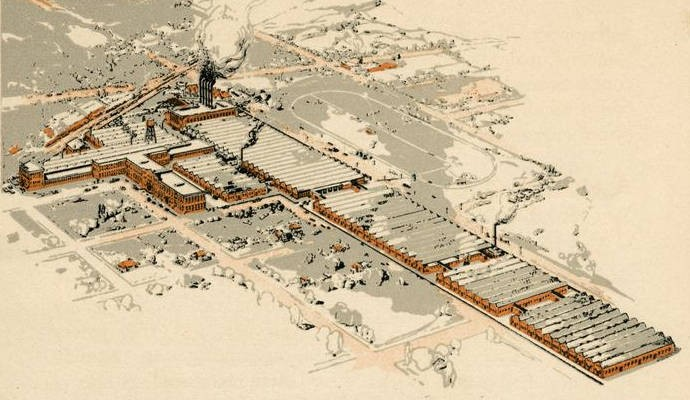
横に伸びたジェフリー工場 1915年頃

ジェフリーはゴーマリー＆ジェフリー売却で得た資金でウィスコンシン州ケノーシャにあったスターリング自転車会社の工場を購入。工場建屋は600 x 100 feet (183 x 30 m)だったが、1916年には建屋面積で20 acres (8 ha)、敷地全体ではテストコースをあわせて100 acres (40 ha)の広さになった。

## 車両
第一次世界大戦中、ジェフリーは四輪駆動トラックを開発した。これはクアッドトラック(Quad Truck)と呼ばれ（別名Jeffery Quad & Nash Quad）ジョン・パーシングの指揮の下、連合軍の重量用途で使われた。四輪駆動、四輪ブレーキ、四輪操舵だった。